# Ion Mihai Pacepa
Ion Mihai Pacepa (ur. 28 października 1928 w Bukareszcie, zm. 14 lutego 2021 w Stanach Zjednoczonych) – rumuński oficer wywiadu, dwugwiazdkowy generał w komunistycznej Rumunii, najwyższy rangą oficer wywiadu bloku wschodniego i urzędnik reżimu komunistycznego, który zdecydował się przejść na stronę Zachodu. Po zatwierdzeniu jego wniosku o azyl polityczny przez prezydenta USA Jimmy’ego Cartera 27 lipca 1978 przeszedł na stronę Zachodu. Pacepa był wtedy doradcą prezydenta Nicolae Ceaușescu, pełnił obowiązki szefa wywiadu zagranicznego Rumunii i sekretarza stanu rumuńskiego Ministerstwa Spraw Wewnętrznych.
Po przejściu na stronę Zachodu Pacepa pracował dla amerykańskiego wywiadu i podejmował działania związane z państwami bloku sowieckiego. Jego pracę określono jako „ważną i wyjątkową”. Amerykańska społeczność wywiadowcza uznała Pacepę za człowieka z Zachodu, który w pojedynkę zniszczył cały aparat szpiegowski wroga i odegrał istotną rolę w zapobieganiu wybuchowi III wojny światowej. Christopher Monckton, były doradca brytyjskiej premier Margaret Thatcher, nazwał Iona Mihaia Pacepę „najbardziej wpływowym człowiekiem XX wieku i prawdopodobnie początku XXI wieku”. Były dyrektor CIA, James Woolsey, nazwał XX wiek „stuleciem Pacepy”.

## Życiorys
Studiował chemię przemysłową, lecz kilka miesięcy przed ukończeniem studiów został zwerbowany przez rumuńską służbę specjalną Securitate, przez co uzyskał tytuł zawodowy magistra inżyniera cztery lata później. W latach 1957–1960 służył jako szef placówki rumuńskiego wywiadu w RFN. W latach 1972–1978 był zastępcą szefa Zarządu Wywiadu Zewnętrznego komunistycznej Rumunii (DIE – Departamentul de Informații Externe).
W lipcu 1978 przeszedł na stronę Zachodu, udając się do amerykańskiej ambasady w RFN, gdzie został wysłany przez dyktatora komunistycznej Rumunii Nicolae Ceaușescu z wiadomością dla kanclerza Helmuta Schmidta. Pacepa został potajemnie przetransportowany samolotem wojskowym do bazy Andrews koło Waszyngtonu.
W październiku 1978 Pacepa otrzymał dwa wyroki śmierci od Ceaușescu, który wyznaczył dwa miliony dolarów za jego głowę. Jaser Arafat i Muammar al-Kadafi wyznaczyli dodatkowo po milionie dolarów nagrody. W latach 80. XX w. Securitate wynajęła Carlosa (Szakala), by dokonał zamachu na Pacepę, za co miał otrzymać milion dolarów. Carlos nie mógł odnaleźć Pacepy, więc 21 lutego 1981 wysadził w powietrze z użyciem materiałów wybuchowych przekazanych mu przez Securitate część głównej siedziby Radia Wolna Europa (RWE) w Monachium. RWE wtedy wielokrotnie nadawała list Pacepy do jego córki Dany, w którym wyjaśniał powody, jakie ostatecznie skłoniły go do przejścia na stronę Zachodu.
W 1987 Pacepa wydał książkę Czerwone Horyzonty: Kroniki Szefa Komunistycznego Wywiadu, której fragmenty były regularnie odczytywane w Radiu Wolna Europa, wzbudzając ogromne zainteresowanie Rumunów. 25 grudnia 1989 Ceaușescu i jego żona, Elena zostali skazani na śmierć w procesie, któremu większość dowodów, pogrążających dyktatorów, przysporzyły Czerwone Horyzonty. Następnego dnia pierwszy fragment książki został umieszczony w nowej oficjalnej rumuńskiej gazecie Adevărul (Prawda), która donosiła, że książka ta odegrała niezaprzeczalną rolę w obaleniu dyktatury Ceaușescu, zgodnie z informacją na tylnej okładce drugiego wydania książki, opublikowanego w 1990, Czerwone Horyzonty zostały opublikowane w 27 krajach i wciąż drukowane są nowe wydania.
W 1993 Pacepa opublikował Dziedzictwo Kremla, w której to książce próbował pokazać, że jego rodzimy kraj nie musi egzystować jako komunistyczne państwo policyjne. W 1999 wydał Czarną Księgę Securitate, która stała się bestsellerem w Rumunii. Pisywał do konserwatywnych amerykańskich gazet, takich jak „National Review”, „FrontLine”, „The Wall Street Journal” czy „The Washington Times”.
7 lipca 1999 Najwyższy Sąd Rumunii unieważnił wyrok śmierci Pacepy, przywracając mu odznaczenia wojskowe i zwracając majątek skonfiskowany podczas rządów Ceaușescu. Jednak nie zostało to zaakceptowane przez rząd Radu Vasile, który wciąż składał się z byłych podwładnych Pacepy. Zachodnie artykuły głosiły, że Rumunia wciąż nie jest państwem prawa. W grudniu 2004 rząd Rumunii przywrócił Pacepie stopień generała.
W styczniu 2007 Pacepa opublikował w „National Review” artykuł, w którym opisuje dezinformacyjną operację KGB, mającą na celu oczernienie Piusa XII jako rzekomego „sympatyka nazistów i antysemitę zachęcającego Hitlera do przeprowadzenia Holocaustu”. Temat ten poruszył szeroko w książce Dezinformacja z 2013.

## Publikacje książkowe
- Czerwone Horyzonty: Kroniki Szefa Komunistycznego Wywiadu (1987 pierwsze wydanie angielskie)
- Czerwone Horyzonty: Prawdziwa historia zbrodni, życia i upadku Nicole i Eleny Ceausescu, 1990 (drugie wydanie angielskie i wydanie polskie)
- Dziedzictwo Kremla, 1993
- Czarna Księga Securitate, trylogia, 1999
- Dezinformacja: Były Szef Wywiadu Ujawnia Metody Dławienia Wolności, Zwalczania Religii i Wspierania Terroryzmu (z Ronaldem J. Rychlakiem), 2013. ISBN 978-83-283-1072-8
- Red Horizons: Chronicles of a Communist Spy Chief, 1987. ISBN 0-89526-570-2.
- Red Horizons: the 2nd Book. The True Story of Nicolae and Elena Ceauşescu’s Crimes, Lifestyle, and Corruption, 1990. ISBN 0-89526-746-2.
- Cartea neagră a Securităţii, Editura Omega, Bucharest, 1999. ISBN 973-98745-4-1.
- Programmed to Kill: Lee Harvey Oswald, the Soviet KGB, and the Kennedy Assassination, 2007. ISBN 978-1-56663-761-9.
- Disinformation: Former Spy Chief Reveals Secret Strategies for Undermining Freedom, Attacking Religion, and Promoting Terrorism, 2013. ISBN 978-1-93648-860-5.